# Сала Комачина
Са̀ла Комачѝна (на италиански: Sala Comacina; на ломбардски: Sala, Сала) е село и община в Северна Италия, провинция Комо, регион Ломбардия. Разположено е на 213 m надморска височина, на западния бряг на езеро Лаго ди Комо. Населението на общината е 507 души (към 2017 г.).